# József Mindszenty
József Mindszenty (Csehimindszent, en Vas, Hungría, 29 de marzo de 1892 - Viena, 6 de mayo de 1975) fue un cardenal húngaro de la Iglesia católica que se desempeñó como arzobispo de Esztergom y líder de la Iglesia católica en Hungría de 1945 a 1973. Según la Enciclopedia Británica, durante cinco décadas "personificó la oposición inflexible al fascismo y al comunismo en Hungría".
Durante la Segunda Guerra Mundial, Mindszenty fue encarcelado por el Partido Cruz Flechada, pronazi.  Tras la guerra, se opuso al comunismo y a la persecución comunista en su país. Como consecuencia, fue torturado y condenado a cadena perpetua en un juicio farsa en 1949 que generó una condena mundial, incluyendo una resolución de las Naciones Unidas.
Tras ocho años en prisión, Mindszenty fue liberado durante la Revolución Húngara de 1956 y la embajada de Estados Unidos en Budapest le concedió asilo político. Vivió allí durante los siguientes quince años.  Finalmente, se le permitió salir del país en 1971 y murió en el exilio en 1975 en Viena, Austria.
Después de que el Tribunal Supremo de Hungría lo declarara inocente en mayo de 1990, sus restos fueron devueltos a Hungría y enterrados de nuevo en la cripta de la basílica de Esztergom.

## Biografía
Mindszenty nació el 29 de marzo de 1892 en Csehimindszent, condado de Vas, Austria-Hungría, como József Pehm, hijo de József Pehm y Borbála Kovács. Su padre era magistrado.  Asistió a la escuela secundaria premonstratense St. Norbert en Szombathely, antes de ingresar al seminario diocesano de Szombathely en 1911.
Mindszenty fue ordenado sacerdote por el obispo János Mikes el 12 de junio de 1915, festividad del Sagrado Corazón. En 1917 se publicó el primero de los libros, "Maternidad". Fue arrestado por el gobierno progresista de Mihály Károlyi el 9 de febrero de 1919 por denunciar sus "políticas socialistas", y posteriormente arrestado nuevamente por el gobierno comunista de Béla Kun el 31 de julio de ese mismo año.  En ese mismo año de 1919 fue nombrado párroco de la ciudad de Zalaegerszeg.
En 1939, Mindszenty instó a sus seguidores a votar en contra del Partido de la Cruz Flechada. En 1940, publicó un panfleto, "El Comunismo Verde", en el que caracterizaba al Movimiento Nazi Nyilas húngaro como diabólico y tan malvado como los comunistas. El verde era el color del uniforme de Nyilas.
En 1941, durante una campaña de magiarización entre los alemanes residentes en Hungría, adoptó su nuevo nombre húngaro, Mindszenty, que formaba parte del nombre de su pueblo natal. El 25 de marzo de 1944, fue consagrado obispo de Veszprém por el papa Pío XII. Su nombre se encuentra ligado a una carta de protesta de varios obispos a las autoridades nazis instándolas a no combatir en Hungría Occidental; también protestó ante Miklós Horthy a favor de los judíos conversos. Tras el derrocamiento de Horthy, Mindszenty fue arrestado el 27 de noviembre de 1944 por su oposición al plan del gobierno de la Cruz Flechada de alojar a los soldados en partes de su palacio oficial. En abril de 1945, con el colapso del estado títere de la Cruz Flechada, Mindszenty fue liberado de su arresto domiciliario en una iglesia de Sopron.
Durante la Segunda Guerra Mundial, Mindszenty ayudó a muchos húngaros pobres, coordinando el abastecimiento de alimentos en campos de refugiados, siendo nombrado arzobispo de Esztergom y Cardenal el 8 de septiembre de 1945 por el Papa. De esta manera, pronto Mindszenty se convirtió en un símbolo apreciado y respetado por los húngaros contemporáneos, independientemente de su confesión religiosa católica o protestante.

### Difíciles años bajo el comunismo (1945-1975)
Tras finalizar la guerra, el nuevo régimen comunista comenzó a realizar ataques verbales y legales contra la Iglesia católica, y en especial contra la figura de Mindszenty, quien respondió a todas las acusaciones. El Cardenal fue arrestado entonces el 26 de diciembre de 1948 y llevado a un cuartel en Budapest, donde constantemente fue sometido a torturas, tratando de obligarle a renunciar a su cargo eclesiástico. Por su delicada salud fue mantenido bajo arresto domiciliario, sin embargo durante el estallido de la revolución húngara de 1956 fue liberado y llevado a Budapest, donde realizó varias alocuciones públicas y en la radio en favor de la libertad de Hungría. Concretamente el 2 de noviembre de 1956 se dirigió a sus compatriotas húngaros, por primera vez, desde su detención (1948). El gobierno reformista de Imre Nagy le pidió prudencia en su discurso, por lo que el prelado se mostró concliador con Moscú y evitó cualquier referencia al espinoso asunto de las propiedades de la Iglesia en Hungría.

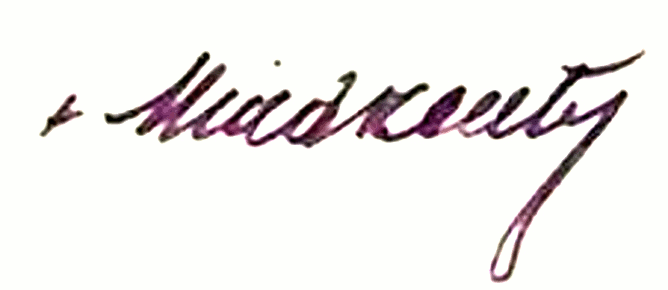
Autógrafo del cardenal

#### Exilio en Austria
Una vez fracasada la revolución anticomunista, Mindszenty se vio obligado a retirarse rápidamente a la embajada de los Estados Unidos, donde recibió asilo político ese mismo año. En ese recinto permaneció entonces más de una década hasta que fue liberado el 23 de septiembre de 1971, luego de llevarse a cabo ciertos convenios entre la Santa Sede y el gobierno comunista húngaro. El cardenal abandonó el país y se refugió en Austria, donde continuó brindándole apoyo a los húngaros que vivían dentro y fuera de Hungría.

#### Visita a la comunidad húngara en América
En los años siguientes el cardenal viajó a los Estados Unidos, Canadá y a otras naciones para compartir con sus fieles húngaros. Cuatro años luego de su liberación, en 1975, Mindszenty fue invitado personalmente por un viejo conocido suyo, el militar húngaro don Andrés Farkas quien residía en Caracas desde 1946. Mindszenty visitó a la comunidad húngaro-venezolana, siendo recibido por el presidente Carlos Andrés Pérez con honores de jefe de Estado. Posteriormente viajó muy brevemente a Colombia donde se encontró con la pequeña comunidad húngara local representada por la familia Lenz, originaria de Budapest encabezados por doña Klára Lenz, esposa de don Andrés Farkas. La comunidad húngara de Colombia estaba compuesta mayoritariamente por refugiados de la Revolución de 1956, en Bogotá celebró una misa en la iglesia alemana de Saint Michael Pfarrei en el barrio Acevedo Tejada, ese mismo año, pocos meses después de regresar a Europa, falleció el 6 de mayo, en el Hospital de los Hermanos de la Misericordia de Viena, fue enterrado el 15 de mayo en la Iglesia de peregrinación de Mariazell (Estiria) junto a la tumba de su antecesor, el primado János Scitovszky, fallecido en 1866. Según su testamento, sus restos no serían trasladados a la Catedral de Esztergom hasta que "la estrella de la impiedad de Moscú cayera del cielo de María y San Petersburgo". Esto tuvo lugar después de la retirada de las fuerzas de ocupación soviéticas el 4 de mayo de 1991. El siguiente latín estaba escrito en su epitafio Inscripción adjunta: "vita humiliavit - mors exaltavit", alemán: "La vida [lo] ha humillado, la muerte [lo] ha elevado".
Fue rehabilitado póstumamente y las sentencias en su contra fueron anuladas.

## El prisionero(1955)
En 1955, mientras el cardenal Mindszenty estaba encarcelado, cumpliendo cadena perpetua, se rodó la película El prisionero basada en su detención y proceso. Aunque tanto la crítica como la opinión pública aplaudieron la película, el cardenal húngaro mostró su desagrado porque la cinta no reflejaba la dureza y crueldad de los calabozos húngaros. Tanto los guardias como los interrogadores aparecen en la película como seres demasiado benévolos.

## Causa de beatificación
Su causa de beatificación se abrió en 1993. El 18 de febrero de 2019, se firmó el decreto de reconocimiento del ejercicio heroico de las virtudes del cardenal József Mindszenty, con el papa Francisco. Desde entonces se le declara venerable por parte de la Iglesia católica.

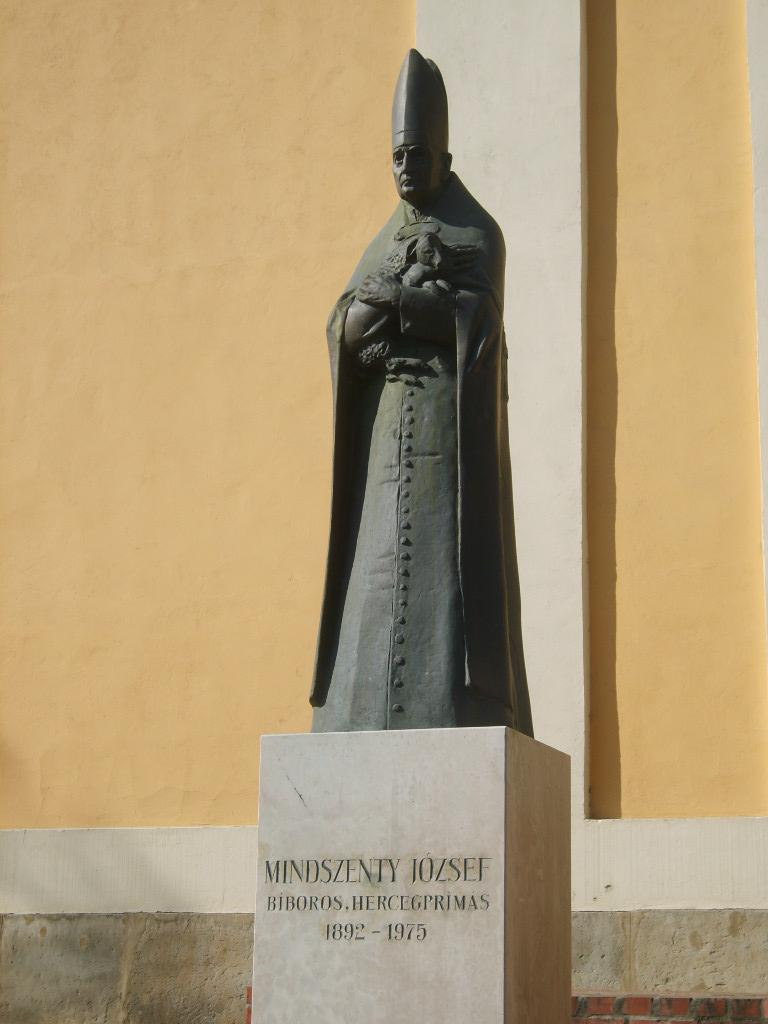
Estatua de József Kardinal Mindszenty en Zalaegerszeg

## Obras escritas por Mindszenty
- La madre, Budapest, 1916 (Az édesanya, Budapest, 1916)
- La Llamada de Auxilio de Zala, Zalaegerszeg, 1927 (Zala segélykiáltása, Zalaegerszeg, 1927)
- Verdad y Amor. Los discursos del Cardenal Mindszenty 1945-46, Budapest, 1946 (Igazság és szeretet. Mindszenty hercegprímás beszédeiből 1945-46, Budapest, 1946)
- El archivo de documentos de Mindszenty. Cartas pastorales, discursos, comunicados, Editado por József Vecsey. Múnich, 1957 (Mindszenty okmánytár. Pásztorlevelek, beszédek, nyilatkozatok, Szerk. Vecsey József. München, 1957)
- Esztergom, la ciudad milenaria de los Cardenales, Bécs, 1973  (Esztergom, a prímások ezeréves városa, Bécs, 1973)
- Mis memorias escritas, Vöröcváry, Toronto, 1974. (Emlékirataim, Vöröcváry, Toronto, 1974)
- Comuniqué el verbo, Romhányi László kiadása, Budapest, 1989 (Hirdettem az igét, Romhányi László kiadása, Budapest, 1989)

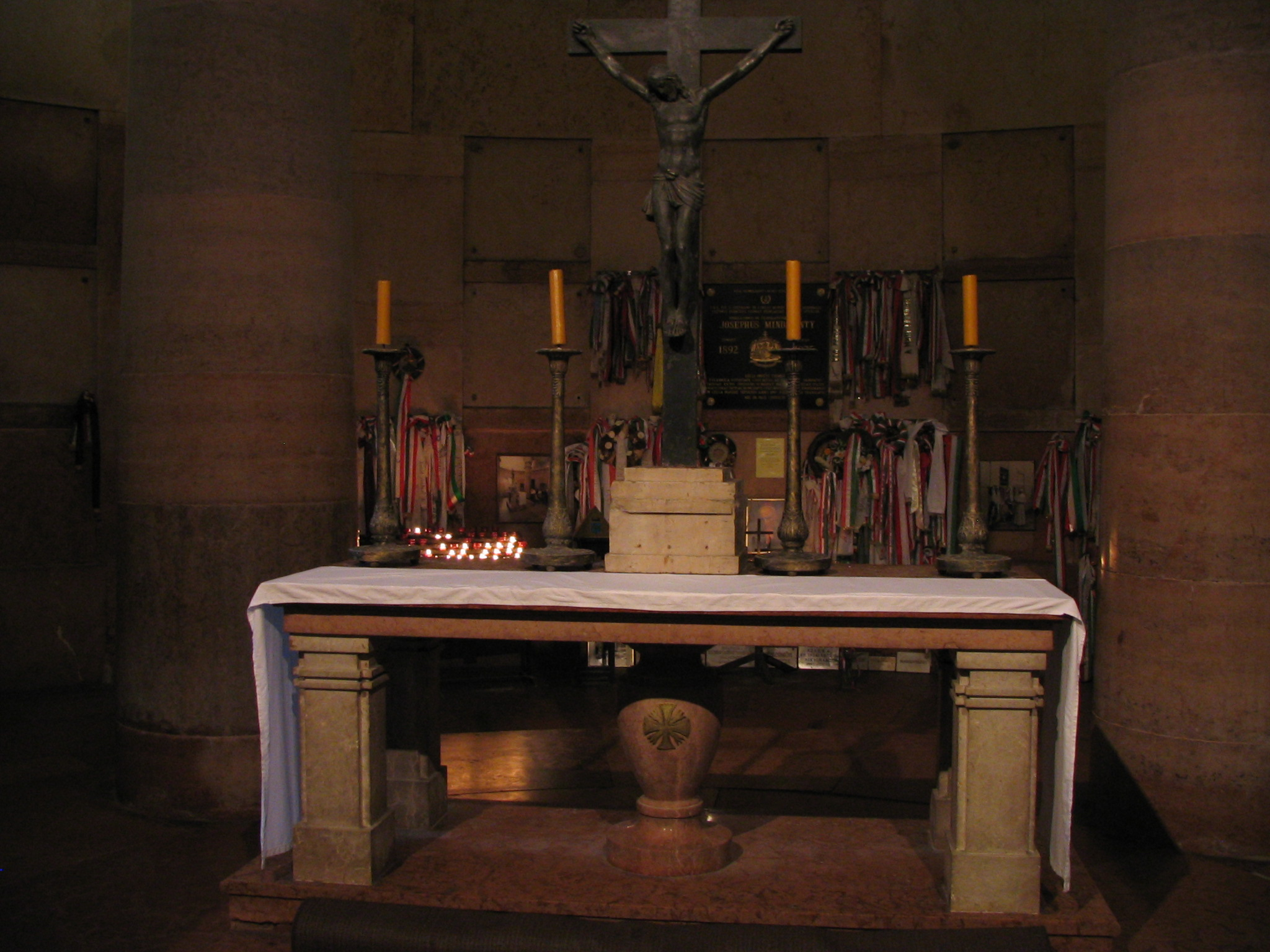
Tumba del cardenal Mindszenty en Esztergom